# Apophua cicatricosa
Apophua cicatricosa är en stekelart som först beskrevs av Julius Theodor Christian Ratzeburg 1848.  Apophua cicatricosa ingår i släktet Apophua och familjen brokparasitsteklar. Arten är reproducerande i Sverige. Inga underarter finns listade i Catalogue of Life.